# 시반폿군
시반폿군은 파탈룽주의 행정 구역이다. 이 지역의 총 인구 수는 2005년 기준으로 16465명이다. 인구 밀도는 75.4km2이다.

## 행정 구역
| 번호 | 지명    | 태국어 지명 | 빌리지 | 인구  |  |
| ---- | ------- | ----------- | ------ | ----- |  |
| 1.   | Khao Ya | เขาย่า       | 10     | 6,262 |  |
| 2.   | Khao Pu | เขาปู่        | 11     | 5,260 |  |
| 3.   | Taphaen | ตะแพน       | 9      | 4,943 |  |